# Acestrocephalus stigmatus
Acestrocephalus stigmatus é uma espécie de peixe caracídeo, pertencente ao gênero Acestrocephalus e endêmica ao Brasil. É conhecida do rio Tocantins, rio das Mortes, rio Xingu e um tributário do rio Araguaia, nos estados de Mato Grosso, Pará, Maranhão, Tocantins e Goiás. Foi descrita por Naércio Menezes em um estudo de 2006, junto com 4 outras espécies do gênero. A palavra "stigmatus" deriva do grego "stigma", que significa marca ou mancha, em referência a uma mancha preta encontrada na região umeral desta espécie.